# 钱伯斯百科全书
《钱伯斯百科全书》（Chambers's Encyclopaedia）是1860年英国愛丁堡的威廉·钱伯斯和罗伯特·钱伯斯兄弟在德国的《布罗克豪斯百科全书》第10版的基础上编写的一部百科全书。初版10卷，1973年新版15卷，收录2.8万条目。
《钱伯斯百科全书》主要为英国相关的内容，人文、地理和人物条目有很高权威性，但过分强调内容的稳定而偏于保守。